# Karosa B 951
A Karosa B 951 a Karosa Állami vállalat által 2002 és 2006 között gyártott cseh városi autóbusz, a Karosa B 932 és B 941-es autóbuszok utódja. 2003-tól gyártott modelljeit a B 951E jelzéssel látták el. Utódja a Karosa B 952 városi autóbusz.

## Műszaki adatok
A Karosa B 951 a Karosa 900-as sorozat modellje. A B 951 városi buszmodellekkel egységes, mint például a B 952 és a B 961. A karosszéria a vázhoz van szerelve, amely egy merülő szakaszon van, a lemezeket galvanizálták és festették. A karosszéria félig önhordó vázzal és motorral, automata sebességváltóval a hátsó részen. Csak a hátsó tengely van meghajtva. Az első és hátsó tengelyek szilárdak. Minden tengely légrugós felfüggesztésre van felszerelve. A jobb oldalon három ajtó van (az első keskenyebb, mint a középső ajtók). Belül műanyag Vogelsitze illetve Ster ülések lettek elhelyezve. A vezetőfülkét elkülönítették a jármű többi részétől üveges válaszfallal. A középső részben van egy babakocsik illetve kerekesszékesek számára kialakított helyiség.

## Források

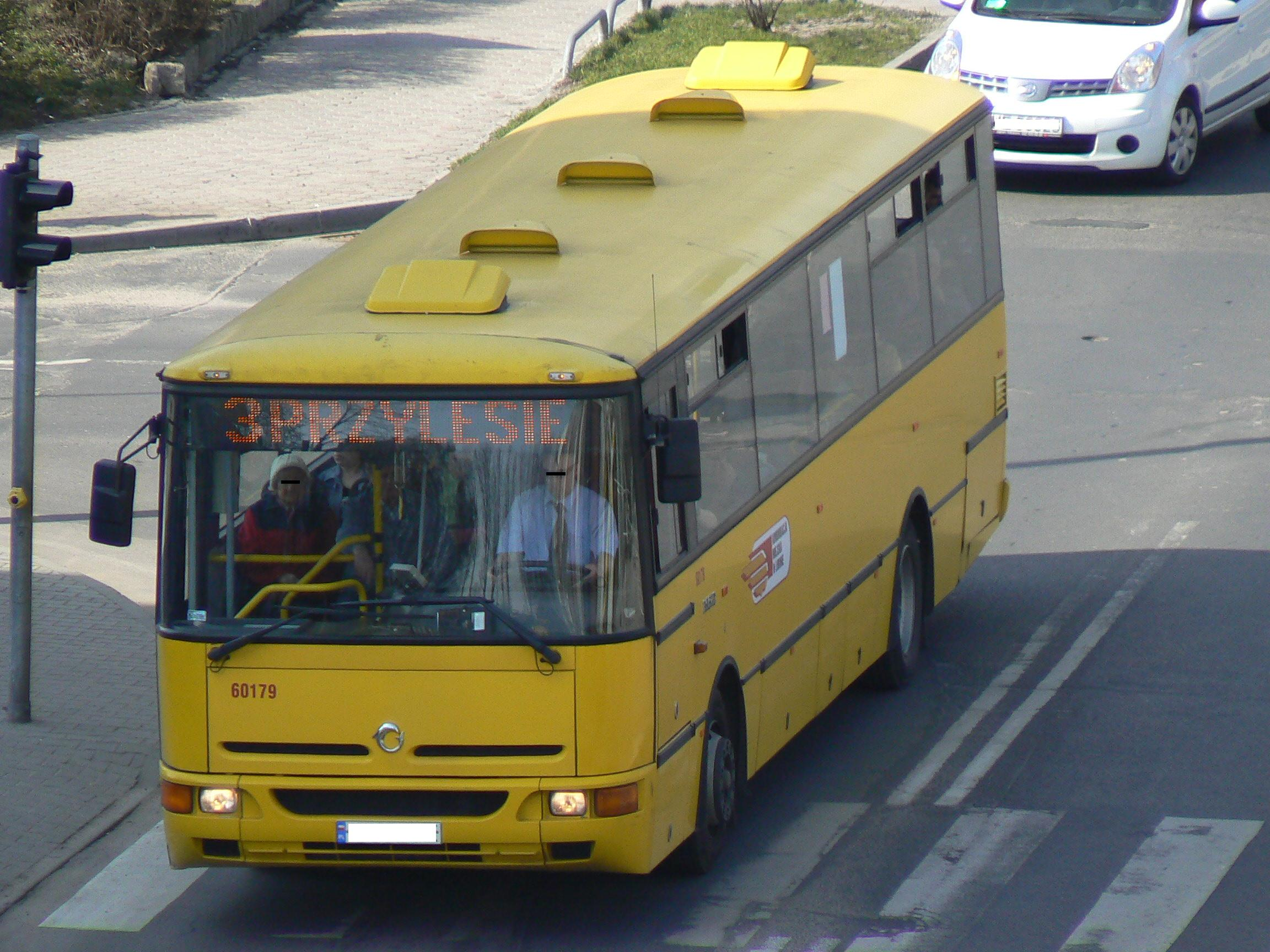
Karosa B 951 Lublin, Lengyelország